# Karlos Arguiñano Urkiola

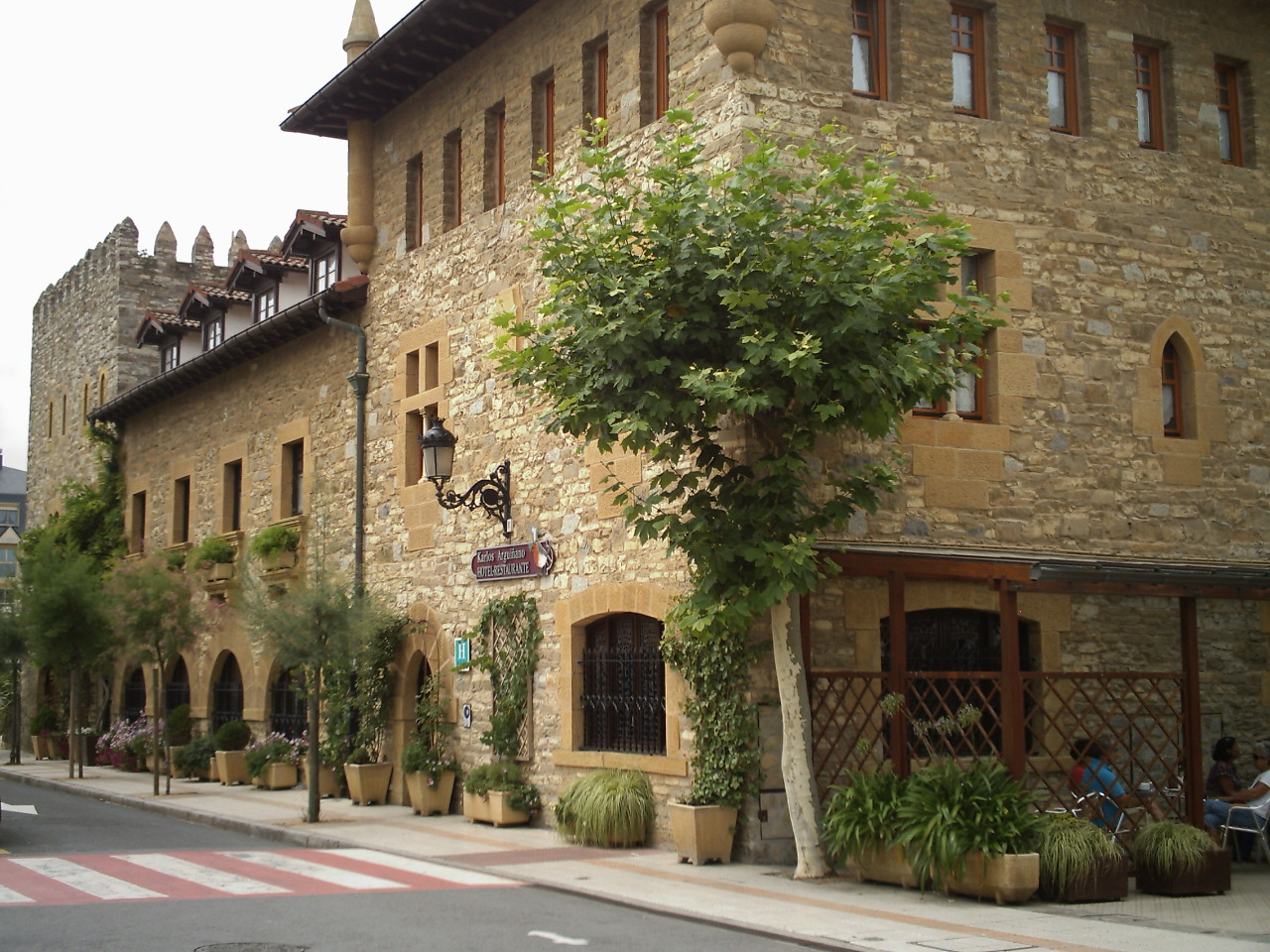
Hotel Restaurant Karlos Arguiñano

Karlos Arguiñano Urkiola (de vegades escrit Argiñano) (Beasain, 6 de setembre de 1948) és un cuiner basc, cap de cuina d'un restaurant propi a Zarautz, on treballa també la seva germana cuinera, Eva Arguiñano. Col·labora fent receptes de cuina per a la televisió des de fa més de trenta anys. La seva activitat televisiva l'ha fet molt popular a Espanya. Des de 2010 fa Karlos Arguiñano en tu cocina a Antena 3.

## Restauració
De família navarresa i nascut a un poble de Guipúscoa, va estudiar en una altra vila veïna, Lazkao. Primer es va formar com a mestre industrial i va treballar com a planxista en una fàbrica de trens, però als disset anys va començar uns nous estudis, els d'hostaleria, a l'Escola d'Hostaleria de l'Hotel Euromar de Zarautz. En aquesta ciutat va obrir el 1978 un hotel-restaurant amb el seu nom. El 1991 va començar a protagonitzar un reeixit programa de cuina a la televisió espanyola, cosa que el va fer molt popular i li va permetre encetar d'altres negocis relacionats amb l'hostaleria, com, el 1996, l'Acadèmia de Cuina Aiala; però també amb el sector immobiliari i el dels mitjans de comunicació.

## Televisió
Karlos Arguiñano és conegut per les seves aparicions televisives. Va començar l'any 1990 a Euskal Telebista, fent un programa diari de cuina al qual explicava i feia receptes senzilles i casolanes. El 1991 va canviar a TVE, una cadena Estatal, fent un programa similar, El menú de cada día, que va tenir un enorme èxit i va rebre els premis Ondas i el TP d'or, atorgat pels televidents i lectors de la revista Teleprograma. Va emetre el programa ininterrompudament fins al 2004, any en què es va passar a la cadena Telecinco per a fer un programa de caràcter similar, Karlos Arguiñano en tu cocina, al qual convida a més a Juan María Arzak els divendres. En aquesta nova etapa els plats bascos i de diferents regions espanyoles han passat a substituir-se per d'altres més internacionals i amb més bases de mantega, nata, fetge gras, etc.

## Altres activitats
La fama mediàtica li ha permès escriure diversos llibres de recopilacions de receptes i muntar una productora de programes de televisió i que també edita els seus llibres i alguns dels dels seus col·laboradors, Beinet. La popularitat li ha permès participar en forma de cameos a algunes pel·lícules, com Airbag, de Juanma Bajo Ulloa (1997); Año mariano de Karra Elejalde i Fernando Guillén Cuervo (2000); i El rey de la granja de Carlos Zabala i Gregorio Muro (2002).